# IEEE 802.22
IEEE 802.22 es un estándar para la Wireless Regional Area Network (WRAN) que utiliza espacios blancos en el espectro de frecuencia de los canales de TV. 
El desarrollo del estándar IEEE 802.22 WRAN está enfocado al empleo de técnicas de Radio cognitiva (CR) para permitir el uso compartido del espectro geográfico no utilizado asignado al servicio de difusión de televisión. La idea es utilizar ese espectro de frecuencia, en base de no-interferencia, para ofrecer acceso de banda ancha a zonas en las que difícilmente se podría proporcionar este servicio como zonas de baja densidad de población, ambientes rurales, etc. Por tanto, tiene un gran potencial y una amplia aplicación en todo el mundo. Es el primer esfuerzo a nivel mundial para definir una interfaz de aire estándar basado en las técnicas de CR para el uso oportunista de las bandas de TV en una base no-interferencia.
IEEE 802.22 WRAN están diseñadas para operar en la banda de televisión al mismo tiempo que se asegura que no haya ninguna interferencia perjudicial para las operaciones correspondientes a la TV digital, TV analógica de radiodifusión, y dispositivos de baja potencia con licencia, como micrófonos inalámbricos. Se esperaba que el estándar estuviera finalizado el primer trimestre de 2010, pero finalmente la publicación se
produjo en julio de 2011.  

IEEE P802.22.1 es un estándar desarrollado para mejorar la protección de interferencias perjudiciales para los dispositivos de bajo consumo con licencia que operan en banda de radiodifusión de televisión. IEEE P802.22.2 es una práctica recomendada para la instalación e implementación de Sistemas de IEEE 802.22 IEEE 802.22 WG es un Grupo de trabajo del comité de normas de IEEE 802 LAN/MAN,  que ha sido constituido para escribir el estándar 802.22. Los dos grupos de trabajo de 802.22 (TG1 y TG2) está escribiendo 802.22.1 y 802.22.2, respectivamente.

## Tecnología
En respuesta al Aviso de reglamentación propuesta (en Estados Unidos) (acrónimo NPRM de Notice of proposed rulemaking) emitido por la Federal Communications Commission (acrónimo FCC, de los Estados Unidos) en mayo de 2004, el grupo de trabajo del IEEE 802.22 sobre Redes Inalámbricas de Área Regional -en inglés WRAN- se formó en octubre de 2004.
Su proyecto, llamado formalmente "estándar para redes inalámbricas de área regional (WRAN) - Requisitos específicos - Parte 22: Control de acceso al medio inalámbrico cognitivo RAN  (MAC) y la PHY (acrónimo de capa física) Especificaciones: Políticas y procedimientos para la operación en las bandas de TV se centró en la construcción de una consistente Red multipunto nacionales fijos WRAN, que utilizará UHF / VHF bandas de TV entre 54 y 862 MHz. Canales específicos de televisión, así como las bandas de guarda de estos canales está previsto que sean utilizadas para la comunicación en el estándar IEEE 802.22.
El IEEE junto con Comisión Federal de Comunicaciones de Estados Unidos persiguen un enfoque centralizado para el descubrimiento de espectro disponible.
En concreto cada estación base se armaría con un receptor GPS que permitiría informar sobre su posición. Esta información sería enviada a los servidores centralizados (en los EE. UU. serían administrados por la Comisión Federal de Comunicaciones(FCC)), que responderían con la información disponible acerca de los canales de televisión gratuitos y bandas de guarda en el área de la Estación base. Otras propuestas permitirían únicamente la detección del espectro local, en el que la estación base decidiría cuáles son los canales disponibles para la comunicación. También se está considerando una combinación de estos dos enfoques. 
Los dispositivos que operan en el espacio en blanco de la banda de TV (acrónimo en inglés TVWS Television white space) sería principalmente de dos tipos: dispositivos fijos y el dispositivos de uso personal o portátil. Los dispositivos fijos tendrían capacidad de geolocalización con GPS integrado en el dispositivo. Los dispositivos fijos también se comunicarían con la base de datos central para identificar otros transmisores en la zona de operaciones del espacio blanco de TV. Hay otras medidas sugeridas por la FCC y la IEEE para evitar interferencias, tales como: detección dinámica del espectro y el control dinámico de potencia.

## Resumen de la topología WRAN
Los borradores iniciales del estándar 802.22 especifican que la red debería operar de punto a multipunto (Red multipunto).
El sistema estará formado por Estaciones base y un Equipo local de cliente(CPE). Los CPEs se adjuntarán a una [Estación base] por medio de un enlace inalámbrico. La [Estación base] controlará el acceso al medio para todos los CPEs anexos.
Una de las características clave de las estaciones base WRAN es la capacidad de realizar una detección distribuida. Consiste en que los CPE's estarán escaneando el espectro y enviarán información periódica a las estaciones base informando del resultado de su detección. La Estación base, con la información proporcionada por los CPE's, evaluará si es necesario un cambio en el canal utilizado, o por el contrario, si deberá quedarse transmitiendo y recibiendo en el mismo.

## Aproximación a la capa física
La capa física debe ser capaz de adaptarse a diferentes condiciones y también debe ser flexible para saltar de canal en canal sin errores de transmisión o pérdida de clientes (CPEs). Esta flexibilidad es también necesaria para proporcionar la capacidad de ajustar dinámicamente el ancho de banda, la modulación y esquemas de codificación. La OFDMA
será el esquema de modulación para la transmisión de enlaces o conexiones de subida y bajada. Con la OFDMA será posible lograr esta adaptación rápida necesaria para las estaciones base y los CPEs.
Mediante el uso de un solo canal de TV (un canal de televisión tiene un ancho de banda de 6 MHz y en algunos países la banda puede ser de 7 u 8  MHz) la tasa de transferencia máxima aproximada es de 19 Mbit/s a una distancia de 30 km. La velocidad y distancia no es suficiente para cumplir con los requisitos del estándar. La función unión de canales trata de este problema. La unión de canales consiste en utilizar más de un canal para la Tx/Rx. Esto permite al sistema disponer de un ancho de banda mayor y por tanto, obtener una mayor tasa de transferencia en el sistema.

## Aproximación a la capa MAC
Esta capa se basa en la tecnología de radio cognitiva. También necesita ser capaz de adaptarse dinámicamente a los cambios del entorno mediante detección de espectro. La capa MAC deberá consistir en dos estructuras: frame y superframe. Un superframe estará formado por varios frames. El superframe tendrá una SCH (Superframe Control Header) y un preámbulo. 
Estos serán enviados por la estación base en todos los canales en los que sea posible la transmisión, sin producir interferencia. Cuando un CPE esté activado, ese espectro será detectable, y se podrá saber cuáles son los canales disponibles y se recibirá toda la información necesaria para enlazarse con la estación base.
Dos tipos diferentes de medición de espectro se llevará a cabo por el CPE: "en banda" y "fuera de banda". La medición "en banda" consiste en captar el canal actual que está siendo usado por la estación base y el CPE. La medición fuera de banda consistiría en la detección del resto de los canales. La capa MAC llevará a cabo dos tipos diferentes de detección ya sea "en banda" o "fuera de banda":  "detección rápida" y "detección fina". La detección rápida consistirá en la detección a velocidad por debajo de 1ms por canal. Esta detección la realizarán el CPE y la estación base, y será la estación base la que decidirá si hay que llevar a cabo alguna acción nueva. La detección fina se realizará en un tiempo mayor (aproximadamente 25ms o más,  por canal), y tiene como base los resultados obtenidos con el mecanismo de detección rápida.
Estos mecanismos de detección se utilizan principalmente para identificar si hay algún titular de transmisión, y si lo hay evitar la interferencia con él.
Para llevar a cabo una detección fiable en el modo de funcionamiento básico en una sola banda de frecuencia, como se ha descrito anteriormente  (modo escuchar antes de hablar) se tiene que asignar una frecuencia de descanso en la que no se permitan la transmisión de datos. Esta interrupción periódica de transmisión de datos podría poner en peligro la calidad de servicio de los sistemas cognitivos de radio. Este problema se resuelve mediante el modo de funcionamiento alternativo propuesto en el estándar IEEE 802.22 llamado frecuencia dinámica de salto (acrónimo DFH del inglés Dynamic frequency hopping) en la que la transmisión de datos de los sistemas WRAN  se llevan a cabo en paralelo a la detección sin interrupción.